# Santa Casa de Misericórdia

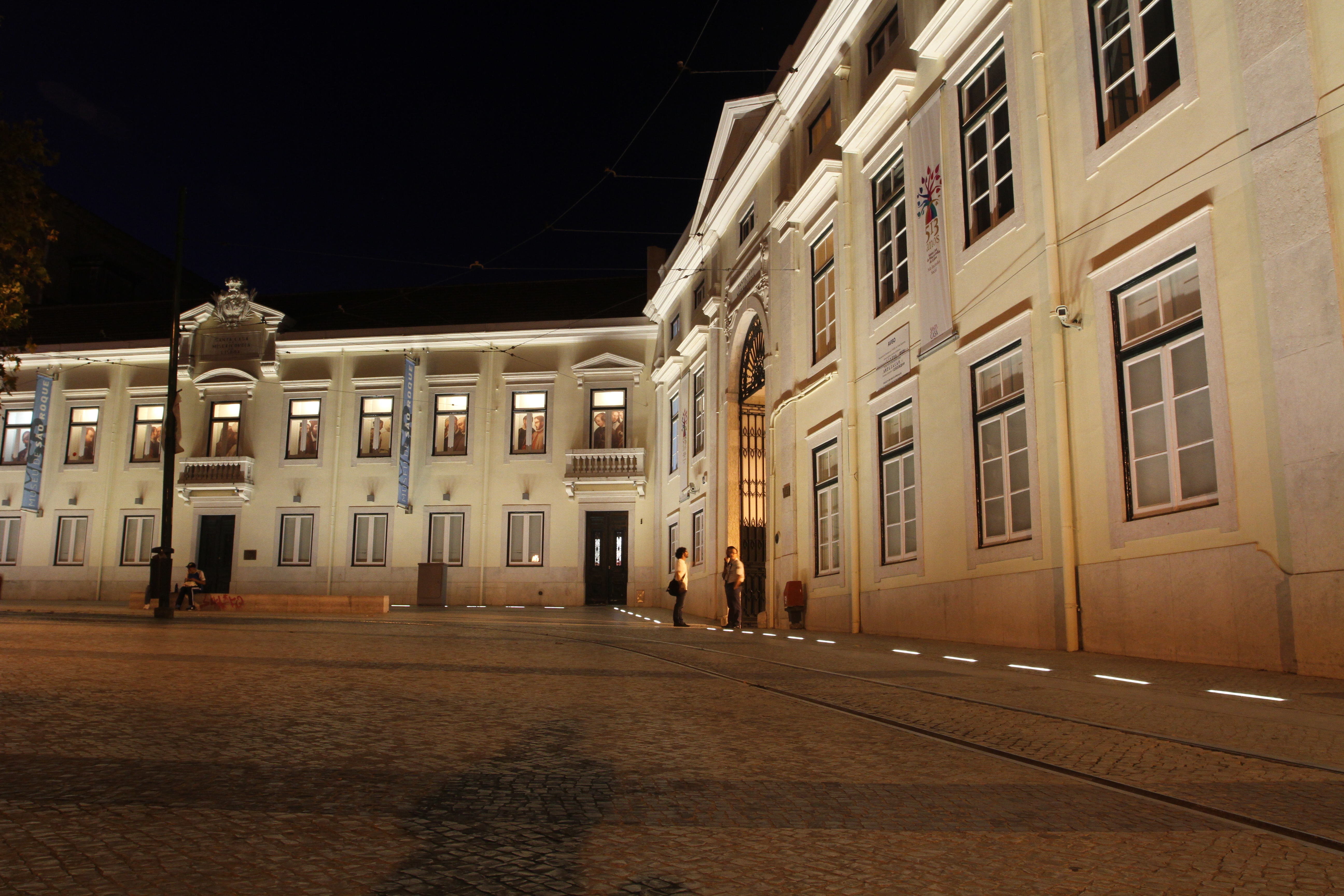
Sainte Maison de la Miséricorde

La Santa Casa de Misericórdia (en français : Sainte Maison de la Miséricorde) est un établissement de santé catholique qui s'est développé à partir de 1498 dans toutes les grandes villes de Portugal. Les Santas Casas ont joué aussi un rôle très important en Europe, au Japon et dans les anciennes colonies portugaises en Asie et en Afrique.

## Histoire
Les Miséricordes viennent tout droit du Moyen Âge. Elles sont nées à Florence, en Italie, en 1244. Mais c’est sous l’influence de la reine Éleonore qu’elles se sont développées au Portugal à partir de 1498.
Au XXIe siècle, les confréries, exclusivement laïques, sont de puissants instruments de l’intervention sociale, véritables relais de l’État en la matière. Elles possèdent des biens considérables : immeubles, hôpitaux, hôtels particuliers, orphelinats, hospices, crèches, écoles, laboratoires et instituts spécialisés. Quant à la Santa Casa da Misericórdia de Lisboa, elle est l’équivalent de la Française des jeux, principale source de financement avec Euro Millions. Le jeu est commercialisé par "Jogos Santa Casa". 

## Principaux édifices
- Portugal :
  - Santa Casa da Misericórdia à Lisbonne
- Brésil :
  - Santa Casa da Misericórdia de Rio de Janeiro.
  - Santa Casa de Misericórdia de Porto Alegre